# ユナイテッド・デイリー・ファーマーズ

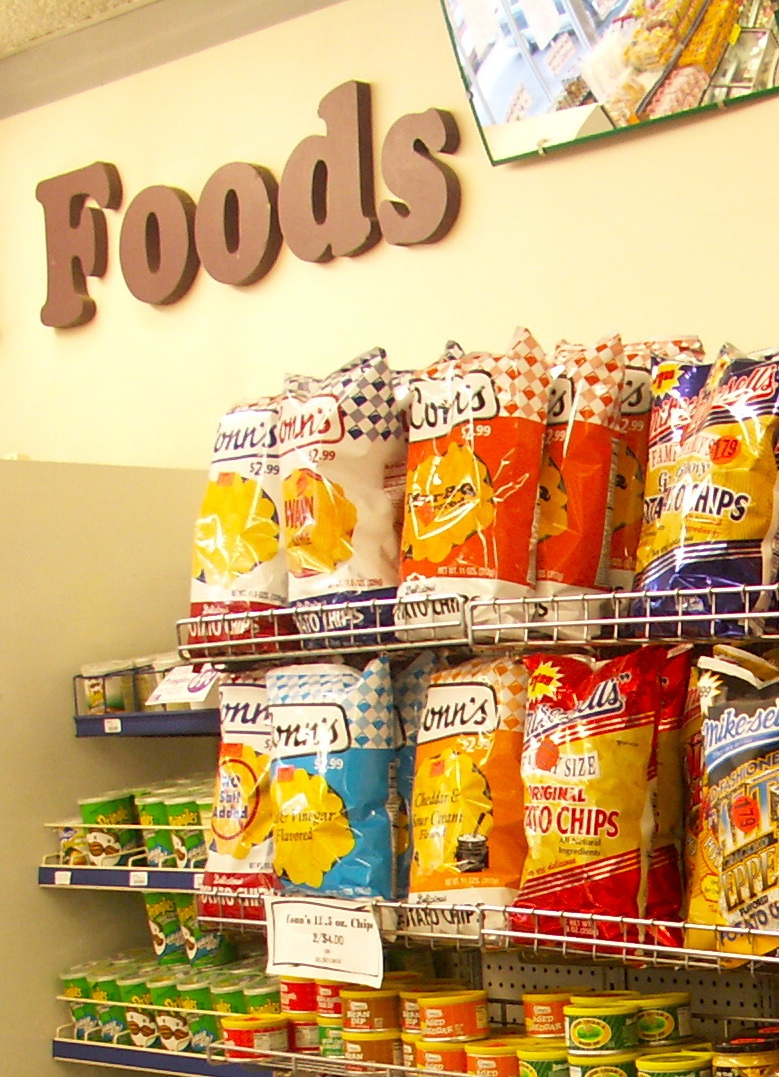
オハイオ州コロンバスのUDFの店頭にあるポテトチップス

ユナイテッド・デイリー・ファーマーズ（United Dairy Farmers：以下、UDF) は、乳製品のほか、コーヒーやガソリンを販売するアメリカのチェーン店。 UDFは、1938年にカール リンドナー シニアとその子供たちによって設立された。リンドナー家は操業を開始するとすぐに、乳製品店の建設に取り組み始めた。カール・シニアは、自分の店で牛乳を販売できれば配達仲介業者と取引する必要がなくなり、その結果得られる節約分を顧客に還元できると信じていた。1940年5月8日にオハイオ州シンシナティ近郊のノーウッド、メイン アベニュー  (現在のモンゴメリー ロード) 3955番にUDFの最初の店舗をオープンした。
現在UDFはシンシナティ広域都市圏だけでなく、デイトン、コロンバスにも店舗を構えている。乳製品に加えて、UDFの店舗はコンビニエンスストアでもあり、いくつかの店舗ではガソリンスタンドも運営している。すべての店舗にはフルサービスの乳製品カウンターがあり、スクープ単位のアイスクリームやサンデー、ミルクセーキを購入でき、一部の店舗では座席エリアも設けられている。2001年以来、多くの店舗でMobil ブランドのガソリンを販売していたが、現在は独立した卸売業者を通じて購入することで独自の燃料を供給している。
2013年6月にUDFはウェンディーズ・カンパニーからフロスティのお菓子に関する商標紛争で、UDFとホームメイド・ブランドが自社のフロスティに似た黄色と赤色を使用して「フロスティ」と呼ばれる模倣商品を製造しているとして訴えられた。両社は示談で和解し、UDFはフロスティズの名前の使用を中止した。
2017年4月、UDFはクリーブランド市場を撤退し、4店舗をアップタウン・マートに売却した。2017年の夏、UDFはシンシナティの醸造所ラインガイストと提携し、ラインガイスト・トゥルースIPAを使用したトロピカル・トゥルースと呼ばれるビール風味のアイスクリームを発売した。